# Давно умерший: Месть джинна
«Давно умерший: Месть джинна» (англ. Long Time Dead) — фильм ужасов, снятый в 2002 году режиссёром Маркусом Адамсом. Премьера фильма состоялась 18 января 2002 года.

## Сюжет
Группа молодых людей, большую часть жизни которых составляют развлечения и тусовки в одно из своих совместных времяпрепровождений обсуждала то, кого что больше возбуждает. После обмена различными эмоциями и ситуациями из жизни, в том числе разговор в компании зашёл о том, как круто нюхать кокаин с рельсов перед идущим поездом, один из молодых людей сказал, что наиболее возбуждающей вещью является спиритический сеанс и общение с духами. После некоторого обсуждения компания решает вместе попробовать заняться этим делом.
Компания организует сеанс в одной из комнат заброшенного дома с помощью колдовской доски с буквами и стеклянным стаканом, якобы двигаемым духом и составляющим словосочетания. Вскоре стакан быстрыми движениями даёт понять собравшимся, что они вскоре все умрут. Молодой человек по имени Лиам в испуге прерывает сеанс, в результате чего в одного из присутствующих из потустороннего мира вселяется джинн. В этот же вечер джинн настигает первую свою жертву, а на очереди все остальные.

## В ролях
- Алек Ньюман — Лиам
- Лара Белмонт (англ. Lara Belmont) — Стелла
- Марша Томасон — Люси